# Divisional Extra de Fútbol de Uruguay

A Divisão Extra (também conhecida como Tercera Extra) foi um campeonato de futebol organizado pela Asociación Uruguaya de Fútbol entre os anos de 1913 a 1971. Ela representou a terceira divisão uruguaia entre 1913 até 1941. E a quarta divisão entre 1942 até 1971, quando se fundiu com a Divisional Intermedia para a criação da nova Segunda División Amateur de Uruguay em 1972.

## Títulos por ano
| Ano  | Campeão terceirona |
| ---- | ------------------ |
| 1913 | Independencia      |
| 1914 | Charley            |
| 1915 | Worcester          |
| 1916 | Liverpool          |
| 1917 | Miramar Misiones   |
| 1918 | Fénix              |
| 1919 | Lito               |
| 1920 | Colón              |
| 1921 | Bella Vista        |
| 1922 | Capurro            |
| 1923 | Belgrano           |
| 1924 | Washington         |
| 1925 | Não houve disputa  |
| 1926 | Tiro Federal       |
| 1927 | Tiro Federal       |
| 1928 | Oriental           |
| 1929 | Não houve disputa  |
| 1930 | Maroñas            |
| 1931 | Deportivo Juventud |
| 1932 | Última Hora        |
| 1933 | La Luz             |
| 1934 | Artigas            |
| 1935 | Bolton Wanderers   |
| 1936 | Uruguay Montevideo |
| 1937 | Miramar Misiones   |
| 1938 | Artigas            |
| 1939 | San Carlos         |
| 1940 | Rosarino Central   |
| 1941 | Olivol             |

| Ano  | Campeão quarta     |
| ---- | ------------------ |
| 1942 | Danubio            |
| 1943 | Dryco              |
| 1944 | Bahía              |
| 1945 | Canillitas         |
| 1946 | Artigas            |
| 1947 | Oriental           |
| 1948 | Cerrito            |
| 1949 | Rentistas          |
| 1950 | Imparcial          |
| 1951 | Mar de Fondo       |
| 1952 | Carlos Tellier     |
| 1953 | Miramar Misiones   |
| 1954 | Huracán Buceo      |
| 1955 | Platense           |
| 1956 | Boston River       |
| 1957 | Rentistas          |
| 1958 | Marconi            |
| 1959 | Basáñez            |
| 1960 | Expreso            |
| 1961 | El Tanque Sisley   |
| 1962 | Juventud Imparcial |
| 1963 | Rentistas          |
| 1964 | Villa Española     |
| 1965 | Alto Perú          |
| 1966 | Não houve disputa  |
| 1967 | Não houve disputa  |
| 1968 | Artigas            |
| 1969 | El Tanque Sisley   |
| 1970 | Marconi            |
| 1971 | Salus              |

| Ano  | Campeão quarta     |
| ---- | ------------------ |
| 1942 | Danubio            |
| 1943 | Dryco              |
| 1944 | Bahía              |
| 1945 | Canillitas         |
| 1946 | Artigas            |
| 1947 | Oriental           |
| 1948 | Cerrito            |
| 1949 | Rentistas          |
| 1950 | Imparcial          |
| 1951 | Mar de Fondo       |
| 1952 | Carlos Tellier     |
| 1953 | Miramar Misiones   |
| 1954 | Huracán Buceo      |
| 1955 | Platense           |
| 1956 | Boston River       |
| 1957 | Rentistas          |
| 1958 | Marconi            |
| 1959 | Basáñez            |
| 1960 | Expreso            |
| 1961 | El Tanque Sisley   |
| 1962 | Juventud Imparcial |
| 1963 | Rentistas          |
| 1964 | Villa Española     |
| 1965 | Alto Perú          |
| 1966 | Não houve disputa  |
| 1967 | Não houve disputa  |
| 1968 | Artigas            |
| 1969 | El Tanque Sisley   |
| 1970 | Marconi            |
| 1971 | Salus              |

| - Artigas: 4 (1934, 1938, 1946, 1968) - Rentistas: 3 (1949, 1957, 1963) - Miramar Misiones: 3 (1917, 1937, 1953) - El Tanque Sisley: 2 (1961, 1969) - Oriental: 2 (1928, 1947) - Marconi: 2 (1958, 1970) - Tiro Federal: 2 (1926, 1927) - Alto Perú: 1 (1965) - Bahía: 1 (1944) - Basáñez: 1 (1959) - Belgrano: 1 (1923) - Bella Vista: 1 (1921) - Bolton Wanderers: 1 (1935) - Boston River: 1 (1956) - Canillitas: 1 (1945) | - Capurro : 1 (1922) - Carlos Tellier: 1 (1952) - Cerrito: 1 (1948) - Charley: 1 (1914) - Colón: 1 (1920) - Danubio: 1 (1942) - Deportivo Juventud: 1 (1931) - Dryco: 1 (1943) - Expreso: 1 (1960) - Fénix: 1 (1918) - Huracán Buceo: 1 (1954) - Imparcial: 1 (1950) - Independencia: 1 (1913) - Juventud Imparcial: 1 (1962) - La Luz: 1 (1933) | - Lito: 1 (1919) - Liverpool: 1 (1916) - Mar de Fondo: 1 (1951) - Maroñas: 1 (1930) - Olivol: 1 (1941) - Platense: 1 (1955) - Rosarino Central: 1 (1940) - Salus: 1 (1971) - San Carlos: 1 (1939) - Última Hora: 1 (1932) - Uruguay Montevideo: 1 (1936) - Villa Española: 1 (1964) - Washington: 1 (1924) - Worcester: 1 (1915) |

## Outras competições do futebol uruguaio
- Torneo Competencia
- Liguilla Pré-Libertadores da América
- Campeonato Uruguaio de Futebol